# Pudarci
Pudarci (em cirílico:Пударци) é uma vila da Sérvia localizada no município de Grocka, pertencente ao distrito de Belgrado, na região de Šumadija. Possuía uma população de 1319 habitantes segundo o censo de 2009.

## Demografia
| 1948  | 1953  | 1961  | 1971  | 1981  | 1991  | 2002  |
| ----- | ----- | ----- | ----- | ----- | ----- | ----- |
| 1 507 | 1 602 | 1 642 | 1 497 | 1 552 | 1 643 | 1 410 |